# Sant Jeroni al seu estudi
Sant Jeroni al seu estudi (en italià, San Gerolamo nello studio) és un quadre pintat per Antonello da Messina cap al 1474-1475 i que actualment està exposat a la National Gallery de Londres.
El quadre fou pintat per Antonello durant la seva estada veneciana, i era propietat d'Antonio Pasqualino.

## Descripció
És un quadre petit que descriu a sant Jeroni, doctor de l'Església que va traduir la Bíblia al llatí, treballant al seu estudi. Per això el sant apareix assegut al seu estudi, com un evangelista, llegint les Sagrades Escriptures. Va vestit com un cardenal, títol pòstum que li fou atorgat per l'església tenint en compte el seu paper en vida com a conseller del papa Damas I.
Abans de realitzar la Vulgata, sant Jeroni errà durant tres anys pel desert de Síria. Allà hi va domesticar un lleó després de treure-li una espina de la pota. Aquest animal apareix passejant per la nau del que sembla una església, edifici que emmarca l'escena. L'església ofereix un marc simbòlic que es veu reforçat per diversos objectes i animals que al·ludeixen al·legòricament a la veritat de la Bíblia.
Antonello da Messina va ser el primer pintor de la Itàlia meridional que fusionà la tradició flamenca amb la italiana. L'humanisme toscà es nota en l'organització espacial del quadre segons les lleis de la perspectiva, visible en les dues naus laterals de l'església i remarcada per les rajoles i els focus de llum. La tradició flamenca del seu mestre Collantonio està en la descripció dels objectes com naturaleses mortes, en el tractament a vista d'ocell del paisatge de les finestres i en el realisme de l'escena.